# Stadio Mario Puchoz
Lo stadio Mario Puchoz (pron. fr. AFI: [pyʃo]; in francese, Stade Mario-Puchoz) è un impianto sportivo situato ad Aosta. È intitolato a Mario Puchoz.
Lo stadio ha una capienza stimata di circa 2.000 posti.

## Storia
Le prime società calcistiche di Aosta disputavano le proprie partite casalinghe ai prati di Sant'Orso oppure in piazza d'Armi, l'odierna piazza della Repubblica. Lo stadio, infatti, nacque come impianto polivalente solo nel 1936; costato 150.000 lire, disponeva di pista d'atletica, velodromo e altre strutture per discipline indoor, ed era originariamente noto come Campo Sportivo della Gioventù Italiana del Littorio.
Nel 1954 l'impianto venne ricostruito dall'impresa Fresia al costo di 93 milioni di lire, dei quali 10 furono concessi dal CONI e i rimanenti dal comune di Aosta. In quell'occasione venne edificata l'attuale tribuna di via Mazzini che soppiantò i vecchi spalti in legno posti lungo via Torino, poi rimossi definitivamente nel 2003 nell'ambito dei lavori di adeguamento svolti per accogliere l'Adunata nazionale degli alpini. La capienza complessiva dello stadio, comprendente la tribuna di Piazza Mazzini e i popolari di Via Torino, raggiungeva le 5000 persone. La struttura venne intitolata alla memoria di Mario Puchoz.
Il 26 novembre 1972 l'impianto ospitò un incontro della nazionale di rugby a 15 dell'Italia, contro la Jugoslavia e terminato con la vittoria degli Azzurri con il punteggio di 13 a 12.
Negli anni novanta vennero realizzati degli spalti rimovibili sul lato di via Garibaldi, oggi non più presenti, e furono posati seggiolini nella tribuna coperta ed in parte in quella laterale scoperta. Negli anni 2000 sono state tolte le quattro torri/faro adibite all'illuminazione artificiale del campo di gioco. Nell'anno 2021 lo stadio, ormai quasi inutilizzato, presenta problemi di agibilità alle tribune ed agli spogliatoi sottostanti. Dal 2023 lo Stadio è stato trasformato in parco urbano e non più utilizzato per il gioco del calcio ma per attività di altre società sportive non calcistiche.
Nella sua storia lo stadio Puchoz ha ospitato numerosi eventi culturali e musicali, incontri pugilistici ed è stato anche arrivo di tappa del Tour de France.